# 177
177 је била проста година.

## Догађаји
- Луције Аурелије Комод Цезар (15 година) и Марко Педукан Плаут Куинтил постају римски конзули.
- Комод је добио титулу Август и постао је ко-цар, са истим статусом као и његов отац, Марко Аурелије.
- У Риму почиње систематски прогон хришћана; следбеници Исуса Христа се склањају у катакомбе.
- Цркве у јужној Галији су уништене након што је маса пагана оптужила локалне хришћане да практикују канибализам.
- У Лиону је страдало 48 хришћана, међу њима су и света Бландина и Потин, епископ лионски
- Други Маркомански рат: Марко Аурелије и Комод започињу рат против Квада и Маркомана.
- Кинеске трупе трпе пораз против конфедерације централноазијских племена, коју предводе Сјанбеј (види Ву Ху).

## Рођења
- Чао Анг, кинески војсковођа и син Чао Чаоа († 197)
- Хуо Јун, кинески генерал Источног Хана (ум. 216)
- Луције Аурелије Комод Помпејан, римски политичар

## Смрти
- Википедија:Непознат датум — Свети Мелитон Сардски - хришћански светитељ
- Википедија:Непознат датум — Света мученица Гликерија - хришћанска светитељка

- Света Бландина, хришћанска мученица и светитељ (р. 162)

- Херод Атик, грчки политичар (р. 101. н.е.)
- Свети Поликарп, епископ града Смирне (р. 69. н.е.)
- Свети Потин, епископ Лиона и мученик (р. 87. н.е.)